# 佩拉布
佩拉布（法語：Peyrabout，法語發音：[pɛʁabu]）是法国克勒兹省的一个市镇，属于盖雷区。

## 地理
佩拉布（46°6'26"N, 1°54'43"E）面积8.91 平方千米，位于法国新阿基坦大区克勒兹省，该省份为法国中部省份，位于法國中央高原西北部，北起安德尔省和谢尔省，西接维埃纳省，南至科雷兹省，东临多姆山省，东北与阿列省接壤。
与佩拉布接壤的市镇（或旧市镇、城区）包括：莱皮纳、迈索尼斯、萨尔当、拉索尼耶尔、萨韦讷、圣费尔、圣伊里耶莱布瓦。

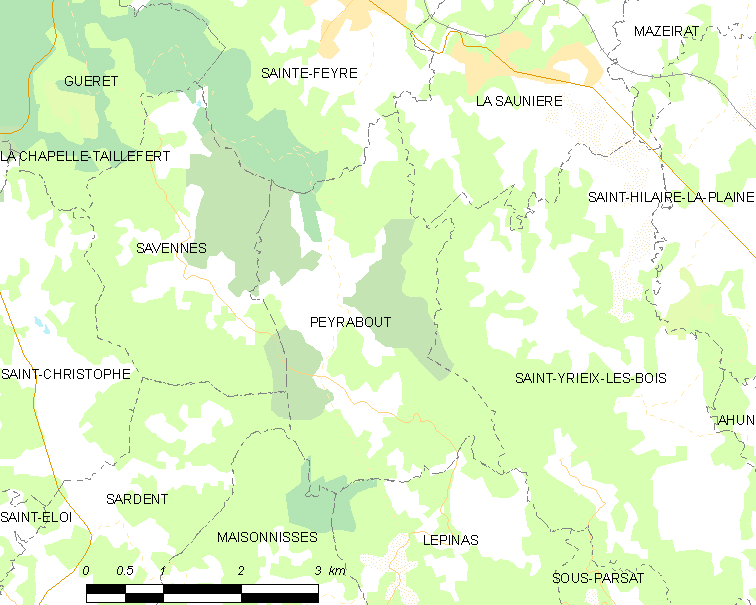
佩拉布的OSM定位图

佩拉布的时区为UTC+01:00、UTC+02:00（夏令时）。

## 行政
佩拉布的邮政编码为23000，INSEE市镇编码为23150。

## 政治
佩拉布所属的省级选区为阿安县。

## 人口

1962-2008年间佩拉布人口变化图示

佩拉布于2022年1月1日时的人口数量为151人。